# Soave (wijn)

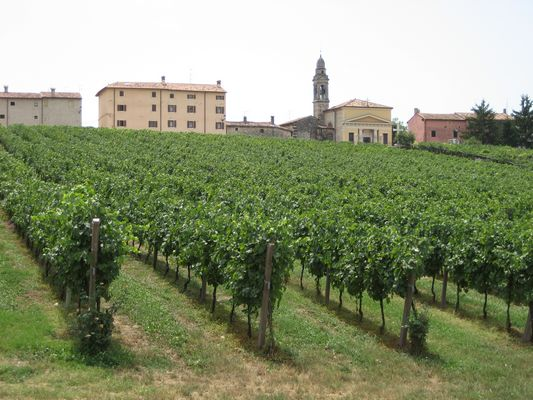
Wijngaard in de gemeente Soave

Soave is een van de bekendste Italiaanse witte wijnen en is afkomstig uit een gebied in het oosten van de stad Verona. De wijn wordt uit de druivensoorten Garganega, Trebbiano di Soave,  Chardonnay en Pinot Blanc geperst.
De kwaliteit verschilt enorm tussen de wijnen van verschillende producenten. De beste Soaves komen van de hellingen van het classico-gebied van de gemeenten Soave en Monteforte.
Soave past goed bij een aperitief en bij vis en mosselen.